# Młodzieżowe Indywidualne Mistrzostwa Szwecji na Żużlu 1976
Młodzieżowe Indywidualne Mistrzostwa Szwecji na Żużlu 1976 – cykl turniejów żużlowych, mających wyłonić najlepszych szwedzkich żużlowców w kategorii do 21 lat, w sezonie 1976. Tytuł wywalczył Tommy Karlsson.

## Finał
- Gislaved, 18 września 1976

| Msc. | Zawodnik          | Klub        | Pkt   |  |  |
| ---- | ----------------- | ----------- | ----- |  |  |
| 1    | Tommy Karlsson    | Lejonen     | 13    |  |  |
| 2    | Lars Ericsson     | Solkatterna | 11 +3 |  |  |
| 3    | Jan Davidsson     | Piraterna   | 11 +2 |  |  |
| 4    | Åke Fridell       | Indianerna  | 10    |  |  |
| 5    | Thord Löwdin      | Masarna     | 10    |  |  |
| 6    | Hans Danielsson   | Lejonen     | 10    |  |  |
| 7    | Ingemar Andersson | Filbyterna  | 9     |  |  |
| 8    | Jan Olofsson      | Lejonen     | 9     |  |  |
| 9    | Bengt Gustavsson  | Lejonen     | 8     |  |  |
| 10   | Åke Axelsson      | Piraterna   | 7     |  |  |
| 11   | Kent Eriksson     | Getingarna  | 6     |  |  |
| 12   | Anders Nermark    | Solkatterna | 5     |  |  |
| 13   | Tommy Steen       | Lindarna    | 4     |  |  |
| 14   | Kent Pettersson   | Smederna    | 3     |  |  |
| 15   | Ulf Andersson     | Vargarna    | 2     |  |  |
| 16   | Roger Björkman    | Masarna     | 2     |  |  |